# سليمان بن داود بن مروان
سليمان بن داود بن مروان بن الحكم بن أبي العاص بن أمية بن عبد شمس الأموي، سكن في دير البخت من أعمال دمشق. وتزوج فاطمة بنت عبدالملك بعدما استخلفه عليها زوجها وابن عمه عمر بن عبدالعزيز عندما قاربت وفاته، فولدت له هشام بن سليمان.
كان سليمان أعور فقيل فيه الخلف الأعور وقيل إن الخلف الأعور هو داود، وقيل: